# Jørgen Matthias Christian Schiødte

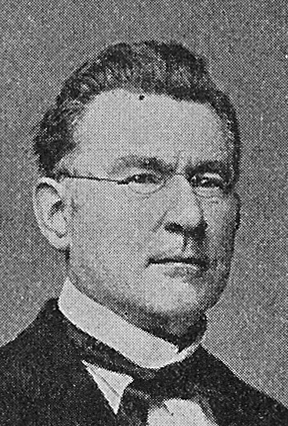
Jørgen Matthias Christian Schiødte

Jørgen Matthias Christian Schiødte (Copenaghen, 20 aprile 1815 – Copenaghen, 22 aprile 1884) è stato uno zoologo, entomologo e aracnologo danese.

## Biografia
Per la scelta della professione da intraprendere fondamentale fu la serie di escursioni con l'entomologo Christian Drewsen che gli consentì di acquisire notevole esperienza sul campo
Il suo primo lavoro del 1841, Genera og species of Danmarks Eleutherata at tjene som fauna for denne orden og som indledning til dens anatomie og historie fu molto apprezzato dagli entomologi per l'accuratezza delle descrizioni
È stato professore al Zoologisk Museum, sezione del museo di storia naturale di Copenaghen ed ha diretto la pubblicazione Naturhistorisk Tidsskrift dal 1870 al 1884, anno della morte.

## Alcuni taxa descritti
- Liphistius Schiødte, 1849 - genere di ragni della famiglia Liphistiidae
- Niphargus Schiødte, 1849 - genere di crostacei della famiglia Niphargidae
- Stalita Schiødte, 1847 - genere di ragni della famiglia Dysderidae
- Liphistius desultor Schiødte, 1849 - ragno della famiglia Liphistiidae
- Stalita taenaria Schiødte, 1847 - ragno della famiglia Dysderidae

## Taxa denominati in suo onore
- Perga schiodtei Westwood, 1880 - imenottero simfita della famiglia Pergidae
- Cyriopagopus schioedtei Thorell, 1891 - ragno della famiglia Theraphosidae
- Eridolius schiodtei Holmgren, 1857 - imenottero della famiglia Ichneumonidae

## Pubblicazioni
Di seguito le sue principali pubblicazioni:
- Schiödte, J.C., 1841 - Genera og species of Danmarks Eleutherata at tjene som fauna for denne orden og som indledning til dens anatomie og historie
- Schiödte, J.C., 1847 - Forelöbig Beretning om Untersögelser om den underjordiske Fauna i Hulerme i Krain og Istrien. Overs. Kong. danske Vid. Selsk. Forh. 1847, pp. 75–81.
- Schiödte, J.C., 1849a - Bidrag til den underjordiske Fauna. Kong. danske Vid. Selsk. Skr. vol.5, pp. 1–39.
- Schiödte, J.C., 1849b - Om en afvigende slaegt af spindlernes orden. Nat. Tidsskr. vol.2, pp. 617–624.
- J. Reinhardt, J.C. Schiødte, O.A.L. Mørch, C.F. Lütken, J. Lange, H. Rink, 1857 - Naturhistoriske bidrag til en beskrivelse of Grønland in Grønland, geographisk og statistisk beskrevet di H. Rink
- Schiödte, J.C., 1861-72 - De metamorphosi eleutheratorum observationes : bidrag til insekternes udviklingshistorie link alla pubblicazione
- Hansen, H.J., 1882 - Spindeldyr, in Schiödte, J.C. (ed.), Zoologia Danica. Kjöbenhavn, vol.3, pp. 1–81, I-V.